# Plattformshiss

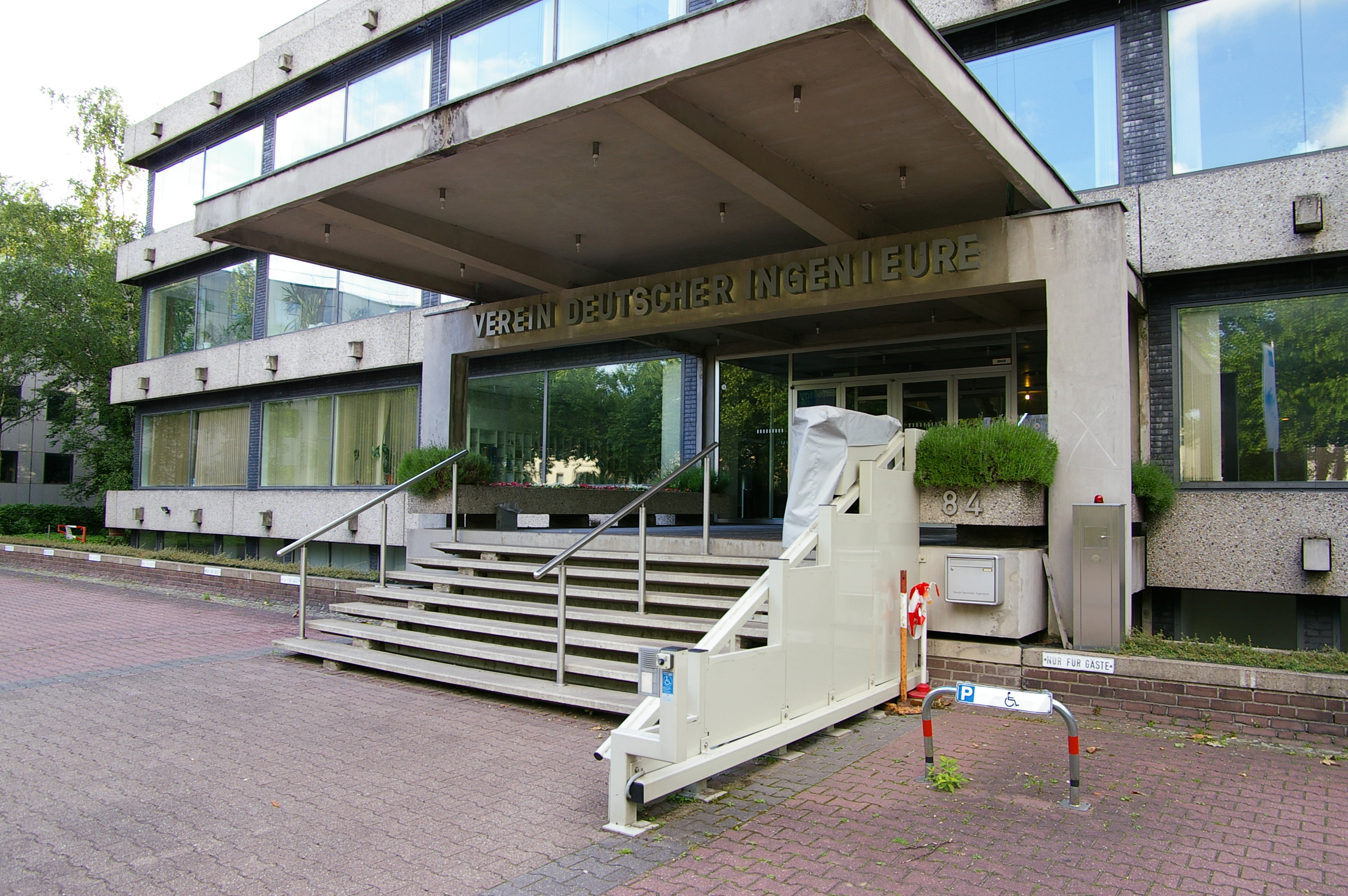
Byggnad med en plattformshiss.

En plattformshiss är en eldriven lyftanordning, en hiss, anpassad till brukarnas behov och avsedd att öka tillgängligheten i byggnader. 
Lyftsättet kan ske i en öppen ”vagn” eller i sluten hytt.
En plattformshiss har ett så kallat hålldon (död-mans-grepp), som gör att plattformen stannar omedelbart när hålldonet släpps. Dessa knappar har företräde framför de yttre knapparna. 
Plattformshissar tillverkas enligt SSEN8140, en harmoniserad standard som uppfyller kraven mot maskindirektiven. Körhastigheten är max 0,15 m / s. Hastigheten minskar stoppsträckan till maximalt 10-15 mm.